# プレドラグ・ジョルジェヴィッチ
プレドラグ・ジョルジェヴィッチ（Предраг Ђорђевић / Predrag Đorđević、1972年8月4日 - ）は、ユーゴスラビア（現・セルビア）出身の元サッカー選手。現役時代のポジションはMF。13年間所属したオリンピアコスFCでは、主に左サイドのウイングとしてプレーをしていた。

## 経歴
1990-91シーズン、FKラドニチュキ・クラグイェヴァツにてプロキャリアをスタートさせる。翌1991-92シーズンにはレッドスター・ベオグラードへ移籍を果たし、33試合に出場、6得点を記録した。1992-93シーズンはスパルタク・スボティツァへ移籍し、26試合出場、5得点を挙げた。
その翌年からギリシャへ渡る。1993年から3シーズン、パニリアコスFCでプレー。3年間で合計111試合に出場し、15得点を記録。1996年、ステリオス・ギアンナコプーロスと共にオリンピアコスへ移籍を果たした。その後は、左ウイングとして活躍。1998-99シーズンには、オリンピアコスのUEFAチャンピオンズリーグ準々決勝進出に貢献をした。1997年から2001年までの5年間で、合計50ゴールを記録した。
2002-03シーズンには、リーグ戦で14得点15アシストを記録。UEFAチャンピオンズリーグでは、6試合に出場して4得点。レバークーゼン戦ではハットトリックを記録している。翌2003-04シーズンは、リーグ戦で10得点22アシストを記録。ギリシャ・スーパーリーグの最優秀外国人選手に選ばれた。2005-06シーズンには、15得点を記録して、オリンピアコスでの通算ゴール数を110に伸ばした。
2008-09シーズンを最後に現役を引退。13年間所属したオリンピアコスでは長年チームキャプテンを務め、12回のリーグ優勝に貢献。試合出場数は340を超え、通算得点は150を超えた。
ユーゴスラビア代表としては、1998年9月のスイス戦で代表初キャップを記録している。
EURO2000にも参加をしたが、本選のメンバーには選ばれなかった。セルビア・モンテネグロ代表として、2006 FIFAワールドカップ・ヨーロッパ予選には6試合に出場し、本選への1位通過に貢献をした。しかし、2006 FIFAワールドカップ本選では、グループリーグ3試合にフル出場したものの、3戦全敗でグループリーグ敗退となってしまった。W杯後、代表を引退した。代表における唯一のゴールは、2001年9月のスロベニア戦で挙げたものである。

## 所属クラブ
- FKラドニチュキ1923 1990-1991
- レッドスター・ベオグラード 1991-1992
- FKスパルタク・スボティツァ 1992-1993
- パニリアコスFC（英語版） 1993-1996
- オリンピアコスFC 1996-2009

## 代表歴

### 出場大会
- ユーゴスラビア代表
- セルビア・モンテネグロ代表
  - 2006 FIFAワールドカップ

### 試合数
- 国際Aマッチ 20試合 1得点（ユーゴスラビア代表、1998年-2002年）[1]
- 国際Aマッチ 17試合 0得点（セルビア・モンテネグロ代表、2002年-2006年）[1]

| ユーゴスラビア代表 | 国際Aマッチ | 国際Aマッチ |
| 年                 | 出場        | 得点        |
| ------------------ | ----------- | ----------- |
| 1998               | 2           | 0           |
| 1999               | 0           | 0           |
| 2000               | 6           | 0           |
| 2001               | 7           | 1           |
| 2002               | 5           | 0           |
| 通算               | 20          | 1           |

| セルビア・モンテネグロ代表 | 国際Aマッチ | 国際Aマッチ |
| 年                         | 出場        | 得点        |
| -------------------------- | ----------- | ----------- |
| 2002                       | 1           | 0           |
| 2003                       | 2           | 0           |
| 2004                       | 1           | 0           |
| 2005                       | 8           | 0           |
| 2006                       | 5           | 0           |
| 通算                       | 17          | 0           |